# Calumma radamanus
Calumma radamanus is een hagedis uit de familie kameleons (Chamaeleonidae). De wetenschappelijke naam van de soort werd voor het eerst voorgesteld door Mertens in 1933 als Chamaeleon radamanus. 
De soort komt voor in het oosten van Madagaskar tussen Tampolo en de typelocatie Ambatond’Radama 250 km verder noordwaarts.